# Tybet (region)
Tybet (tyb. བོད, Wylie: Bod [pʰø̀ʔ], ZWPY: Poi; chiń.: 西藏, pinyin: Xīzàng) – kraina historyczna w Azji obejmująca Wyżynę Tybetańską i jej przyległości, obecnie w większości w granicach Chin.
Tybet dawniej składał się z trzech prowincji (Amdo, Kham, Ü-Tsang) i miał powierzchnię około 2,5 mln km². Tybet położony jest na średniej wysokości około 4000-5000 metrów nad poziomem morza. Od południa i zachodu jest ograniczony przez Himalaje, Karakorum oraz masyw Pamiru, od północy przez Kunlun, Ałtyn-tag oraz Qilian Shan. Rozciągłość równoleżnikowa Tybetu wynosi około 2500 km. Na jego terenie biorą początek takie wielkie rzeki jak Jangcy, Brahmaputra, Indus, Mekong, Irawadi oraz mniejsze – Saluin, Satledź, Kali Gandaki, Trisuli, Manas-czʽu, Subansuri. Stolicą Tybetu jest Lhasa. Tybetańczycy posługują się językiem tybetańskim, w większości są buddystami, mają wielowiekową kulturę i tradycję.

## Historia Tybetu

### Początki i dynastia z Jarlungu

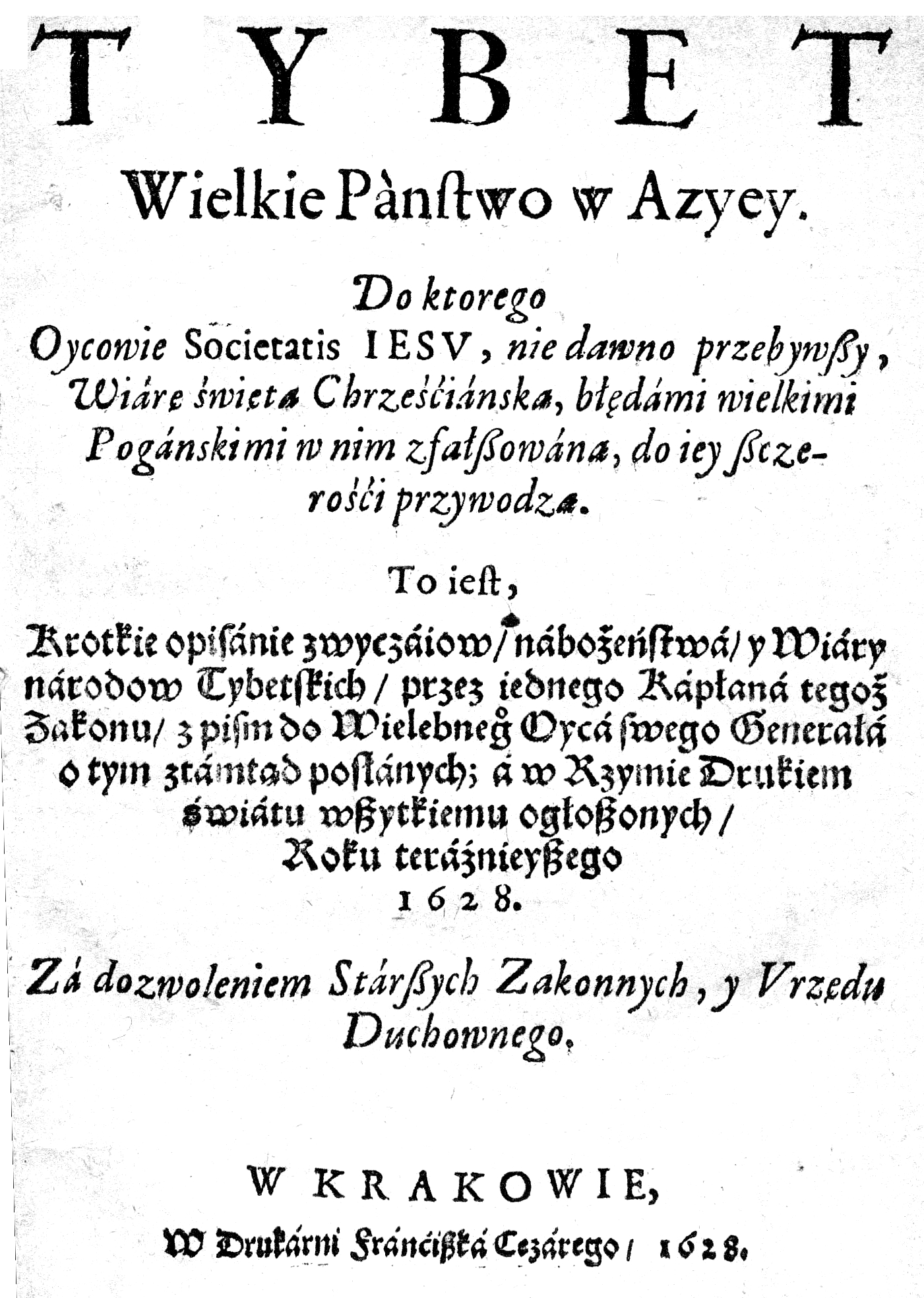
Książka o Tybecie wydana w Krakowie w 1628 roku

Tybet był zamieszkany przez człowieka już w paleolicie, a najważniejszymi pomnikami jego prehistorii są odkryte na jego terenie megality. Przodków dzisiejszych Tybetańczyków poszukuje się często wśród ludu Qiang. Qiangowie byli koczownikami hodującymi owce, zamieszkującymi pierwotnie dzisiejszy północno-wschodni Tybet, region Kuku-noru i zachodnie pogranicze Gansu. Być może Tybetańczycy wywodzą się od grup Qiangów, które powędrowały na zachód, w kierunku doliny górnej Brahmaputry (tyb. Jarlung).
Tradycyjna tybetańska historiografia opisuje dzieje tego kraju z punktu widzenia buddyzmu, dzieląc je na trzy epoki: „wczesne rozpowszechnienie” buddyzmu, „ciemny” okres, cechujący się nieobecnością buddyzmu i „późniejsze rozpowszechnienie” buddyzmu. Tybet jawi się w niej jako kraj, w którym zachowała się czysta nauka Buddy, a tybetański, religijny porządek świata zostaje podniesiony do wymiaru uniwersalnego. Jednak zachowane podanie na temat pierwszego króla Tybetu ma wyraźnie niebuddyjski charakter. Niatri Cenpo miał być „boskim synem”, który zstąpił z niebios za pomocą „niebiańskiego sznura” na świętą górę Jarlha Szampo w dolinie Jarlungu. Pierwszym po całym szeregu mitycznych królów władcą dynastii z Jarlungu, co do którego stoimy na pewniejszym historycznym gruncie, był Namri Lontsen (ok. 570 – ok. 618), któremu udało się zjednoczyć większość Tybetu. Jego syn, Songcen Gampo (ok. 618 – ok. 649), podporządkował sobie królestwa Szangszung oraz Tuyuhun i prowadził pomyślne wojny z Chinami. Polityka ekspansji była kontynuowana przez jego następców, zaś szczyt potęgi Tybet osiągnął za panowania Trisong Decena (755-797), kiedy Tybetańczycy wykorzystali osłabienie Chin rebelią An Lushana i w 763 roku zdobyli stolicę cesarstwa, Chang’an. Tybetańsko-chiński układ pokojowy z 783 roku potwierdzał panowanie Tybetu nad Chińskim Turkiestanem, Gansu i większą częścią Syczuanu. Tybetańskie imperium zaczęło się załamywać, kiedy za panowania Ralpaczena (815 – ok. 836) w rządzie królestwa coraz większe wpływy zaczęli uzyskiwać buddyjscy mnisi, co spotkało się ze sprzeciwem tradycyjnej arystokracji, która doprowadziła do zamachu na króla. Wskutek wewnętrznych napięć za jego następcy, Langdarmy (ok. 836-842), „wielkie królestwo” Tybetu uległo dezintegracji.
Zmitologizowany obraz „wielkiego królestwa” stał się podstawą tożsamości kulturowej Tybetańczyków, przy czym w ich tradycji okres ten jest uważany przede wszystkim za czas „wczesnego rozpowszechnienia” buddyzmu. Songcen Gampo, który miał założyć Lhasę, patronować stworzeniu tybetańskiego pisma i sprowadzić pierwszych buddyjskich mnichów z Indii, co najmniej od XII wieku był przez Tybetańczyków ujmowany jako emanacja Bodhisattwy Awalokiteśwary. W tradycji buddyjskiej jest on jednym z trzech wielkich „królów religii”, obok Trisong Decena i Ralpaczena. Przechowała się w niej także pamięć o buddyjskich mnichach z Indii, propagujących tę religię w Tybecie, takich jak Śantarakszita i półlegendarny Padmasambhava, którzy w roku 779 mieli wspólnie założyć pierwszy buddyjski klasztor w Samje. Ten drugi w kulturowej pamięci Tybetańczyków stał się „bohaterem, który sprawił, że kraina Tybetu wraz ze swymi mieszkańcami – ludźmi i demonami – została wprowadzona w buddyzm”. Wydaje się jednak, że wbrew późniejszej tybetańskiej historiografii buddyzm nie stał się wówczas religią panującą Tybetu, mimo iż cieszył się królewskim poparciem. Współistniał on z tradycyjnymi wierzeniami i nawet taki protektor nowej religii jak Trisong Decen w swoich inskrypcjach występuje zarówno jako obrońca i bóstwo starej wiary, jak i „przebudzony” czciciel nowej.

### Ciemne wieki i „późniejsze rozpowszechnienie” buddyzmu

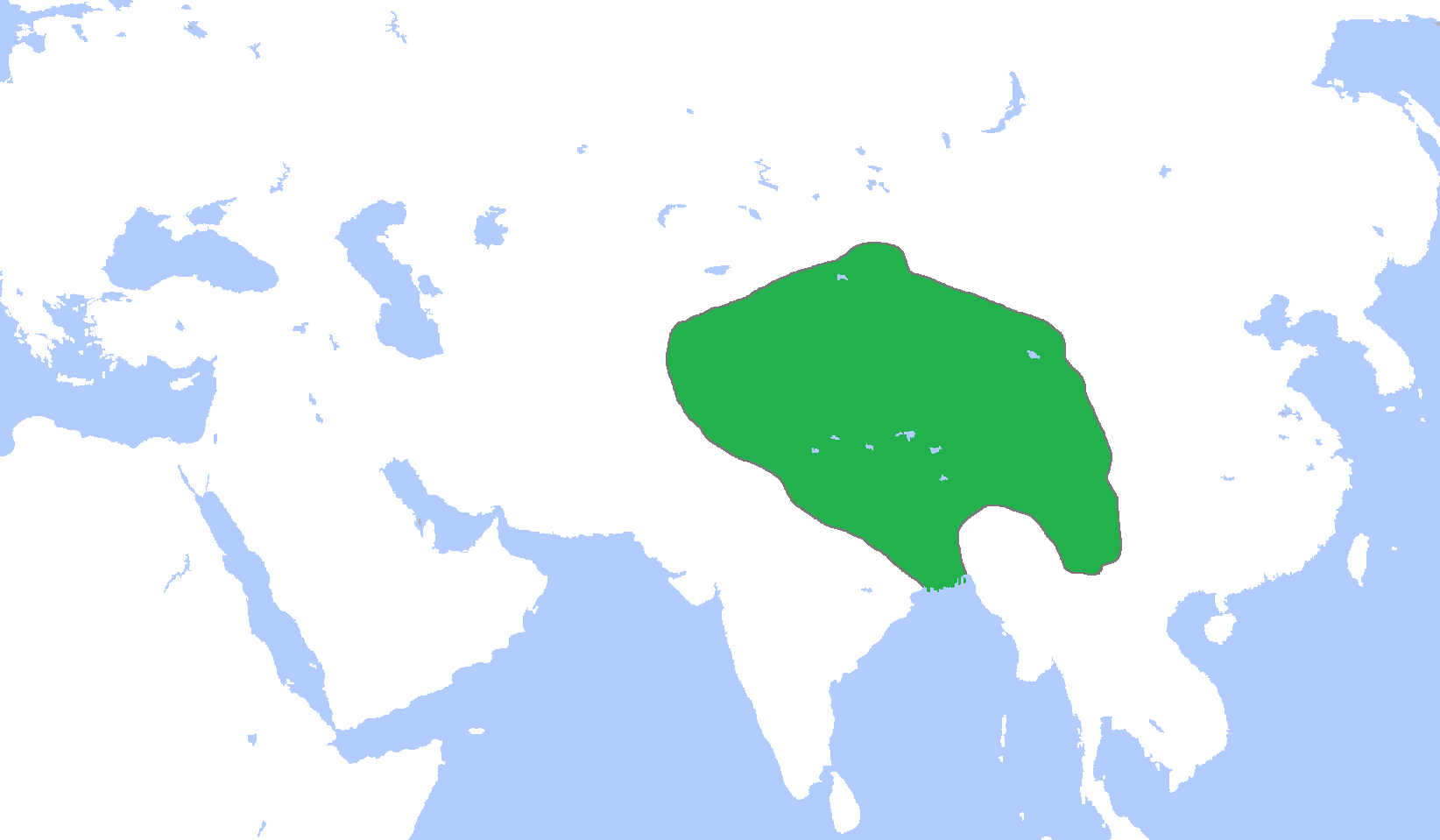
Zasięg państwa tybetańskiego ok. 800 roku

Upadek dynastii z Jarlungu doprowadził do podziału Tybetu na niewielkie państwa, z których najważniejszymi były położone na zachodzie Guge i Purang oraz wschodnie Congkha. Ze względu na szczupłość źródeł okres ten to swoiste „ciemne wieki” historii Tybetu. Także według tradycji buddyjskiej był to „ciemny” okres, charakteryzujący się nieobecnością buddyjskiej nauki, która zanikła w rezultacie prześladowań ze strony zwolenników bönu. W rzeczywistości jednak buddyjskie instytucje raczej dotkliwie ucierpiały w wyniku wstrząsających krajem wojen, niż prześladowań ze strony bönu, który wówczas jeszcze się nie ukształtował. Nie było także tak, żeby buddyzm zanikł całkowicie, lecz początkowo ocaleni mnisi nie byli zdolni do odbudowy jego potęgi z braku możnych protektorów. Za początek „późniejszego rozpowszechnienia” buddyzmu na zachodzie Tybetu można uznać dekret króla Guge Songne (zm. 1024) z 986 roku, w którym potępił on dosłownie rozumiane tantryczne praktyki rytualne, nakazując ludowi kierować się naukami mahajany. Pod jego patronatem działał wykształcony w Indiach tłumacz z sanskrytu Rinczen Sangpo, a dzieła nawrócenia zachodniego Tybetu dokończył przybyły na zaproszenie następcy Songne bengalski mnich Atiśa. Wcześniej głosił on swe nauki w Tybecie Wschodnim, gdzie początki „późniejszego rozpowszechnienia” tradycja buddyjska wiąże jednak z działalnością mnicha Gongpa Rabsela (żył w latach 892-975).
Od czasu misji Atiśy „panowania buddyzmu w tybetańskim życiu społecznym nigdy [...] poważnie niekwestionowano”. Jednocześnie wraz z upadkiem możnych rodów związanych z dynastią z Jarlungu „tybetańska historia jako całość zmieniła swój bieg i stała się historią grup i sekt religijnych”. Większość najważniejszych szkół tybetańskiego buddyzmu ukształtowała się w XI i XII w. Niejako w odpowiedzi na wzmocnienie się w wyniku działalności Atiśy monastycznego buddyzmu, mającego oparcie w nowo przełożonych z sanskrytu usystematyzowanych tekstach, zaczęli się organizować zwolennicy starszych form buddyzmu, sięgających czasów „wczesnego rozpowszechnienia” i silnie związanych z praktykami tantrycznymi. Tak doszło do powstania tradycji ningma. Inne tradycje powstały wokół klasztorów i były najczęściej związane z dziedzicznymi „dynastiami mnichów”. I tak szkoła sakja, która swoją nazwę wzięła od klasztoru założonego w roku 1073, była ściśle związana z wywodzącym swoje pochodzenie od dynastii z Jarlungu rodem Khon. Pochodzący z niego pierwsi lamowie sakja dziedziczyli stanowisko po swoim ożenionym bracie, potem zaś opat klasztoru zazwyczaj był żonaty. Inne powstałe wówczas szkoły to kadam, żalu i kagju, z której wywodziły się takie tradycje jak karma, phagmodru i drigung.
W tym samym okresie ukształtowała się także religia bön. Bön „różni się nieznacznie od buddyzmu pod względem koncepcji metafizycznych, doktryn filozoficznych, jak również form organizacji monastycznej”. Bonpowie wierzą jednak, że historycznym Buddą naszej ery był nie Budda Siakjamuni, ale mityczny założyciel ich religii, Tonpa Sienrab Mibo. Bön miał być obecny w Tybecie na długo przed buddyzmem i cieszyć się opieką jego władców aż do czasów Trisong Decena. W przeciwieństwie do większości Tybetańczyków bonpowie budują zatem swą tożsamość w opozycji do buddyzmu, ponieważ o ile dla tych pierwszych „wczesne rozpowszechnienie” jest początkiem tybetańskiej historii zbawienia, dla wyznawców bönu jest ono początkiem katastrofy.

### Panowanie mongolskie
W roku 1240 do Tybetu dotarły oddziały Mongołów wysłane przez Godana, syna Ugedeja (1229-1241), i tym samym Tybetańczycy stanęli w obliczu konfrontacji z mongolskim imperium. Mongołowie zgodnie ze swoją zwykłą praktyką dążyli do ustanowienia w Tybecie wasalnego władcy, który rządziłby w ich imieniu. Ich wybór padł na przywódcę potężnej szkoły sakja, Sakję Panditę, który dawał nadzieję na ustanowienie w rozdrobnionym Tybecie stabilnej władzy. Sakja Pandita w roku 1247 został zmuszony do złożenia hołdu Godanowi i zgodnie z późniejszą tybetańską tradycją w wyniku tego aktu doszło do przekazania mu w imieniu mongolskim władzy nad krajem. W rzeczywistości efektywną kontrolę nad Tybetem Mongołowie rozciągnęli jednak dopiero w roku 1265, kiedy przybył do niego dotychczas przebywający przy chanie Kubilaju (1259-1294) następca Sakji Pandity, jego bratanek Phagpa. Cieszył on się osobistym zaufaniem chana, który ustanowił go przełożonym buddyjskiego kleru w imperium. W roku 1268 w Tybecie został przeprowadzony spis ludności, który posłużył do ustanowienia obciążeń podatkowych na rzecz imperium, wprowadzono w nim także nowy podział administracyjny. Od początku ustanowiona za obcym pośrednictwem dominacja sakjapy spotykała się z oporem innych szkół. W roku 1287-1290 wybuchło wielkie powstanie wzniecone przez drigungpę, które ostatecznie zostało jednak stłumione przy pomocy wojsk mongolskich. Kiedy w XIV wieku władza Mongołów w Chinach uległa osłabieniu ich kontrola nad Tybetem stawała się coraz bardziej iluzoryczna, a kraj pogrążył się w wewnętrznych walkach. Ostatecznie wygrała je powiązana z rodem Lang szkoła phagmodru, której przewodził Czangczub Gjelcen. W roku 1354 obalił on władzę sakjapy i trzy lata później uzyskał uznanie tego faktu przez cesarza dynastii Yuan. Wraz z upadkiem jej władzy w Chinach w roku 1368 panowanie mongolskie w Tybecie dobiegło końca.
W okresie panowania mongolskiego doszło do zebrania i uporządkowania przetłumaczonych na tybetański tekstów buddyjskich, które stworzyły tzw. Kandżur, czyli zbiór autorytatywnych wypowiedzi Buddy. Tybetański kanon buddyjski ma jednak charakter otwarty – istnieją różniące się pomiędzy sobą edycje, które mogą zawierać inny zestaw inaczej uporządkowanych tekstów. W redakcji Tandżuru, równie ważnego zbioru autorytatywnych komentarzy do Kandżuru, wielką rolę odegrał sławny tybetański uczony Buton. To także w tej epoce w buddyzmie tybetańskim istotne znaczenie zaczęła odgrywać koncepcja tulku, czyli „przejawionego ciała” buddy lub bodhisattwy, które przyjmuje postać jakiegoś dziecka. Uległo ono powiązaniu z pojęciem jangsi, „ponownych narodzin” jakiejś znaczącej postaci historycznej. Takie ponowne narodziny były odnajdywane i potwierdzane w toku skomplikowanej procedury identyfikacyjnej, a ich rezultatem było przejęcie majątku i urzędu poprzednika. Jangsi zostało po raz pierwszy zaświadczone historycznie w przypadku Karma Pakszi, który został uznany za następcę założyciela karmapy. Koncepcja jangsi stopniowo zastąpiła sukcesję rodzinną w poszczególnych szkołach tybetańskiego buddyzmu, z wyjątkiem sakjapy, która pozostała przy modelu rodowym.

### Od phagmodrupy do gelugpy
Zarówno Czangczub Gjelcen, jak i jego następcy prowadzili politykę usuwania śladów panowania mongolskiego, przywracając tybetańskie prawo, administrację i tytuły. Lata panowania phagmodrupy w Tybecie były czasami względnej stabilności politycznej, która jednak zakończyła się wraz ze śmiercią w roku 1432 ich ostatniego wybitnego władcy, Drakpy Gjelcena. Wykorzystując walki wewnątrz phagdmodrupy w roku 1435 jej dotychczasowy minister, książę z Rinpung, zdobył Samdrub Ce (dzis. Xigazê) i tym samym najważniejszą siłą polityczną w Tybecie Środkowym stała się Rinpungpa. Książęta z Rinpung sprzymierzyli się początkowo z sakjapą, a później z karmapą, i w roku 1498 temu sojuszowi udało się zająć nawet region Lhasy. Mimo to phagmodrupa nie została do końca pokonana i w roku 1517 odbiła miasto.
W tym samym czasie w Tybecie powstała nowa szkoła buddyzmu, która swoje korzenie miała w działalności Congkhapy (żył w latach 1357-1419), myśliciela i reformatora życia zakonnego. W roku 1409 utworzył on klasztor Ganden w Lhasie, zaś jego dwaj kolejni następcy założyli odpowiednio w latach 1416 i 1419 klasztory Drepung i Sera. Te tzw. „trzy rezydencje” stanowiły podstawę przyszłej potęgi szkoły gelug, która ostatecznie uformowała się kiedy trzeci następca Congkhapy, Gendun Drubpa, przyjął sukcesję za pomocą „ponownych narodzin”. Działalność gelugpy początkowo miała charakter czysto religijny i odbywała się pod protektoratem phagmodrupy. Sytuacja zmieniła się kiedy piąty następca Congkhapy, Sonam Gjaco (1543-1588), w roku 1578 przyjął zaproszenie mongolskiego władcy Altan-chana i rozpoczął nawracanie jego poddanych na buddyzm. Otrzymał on od chana tytuł Dalajlamy, pod którym odtąd byli znani przywódcy gelugpy. Kiedy Sonam Gjaco zmarł jego inkarnację odnaleziono w prawnuku Altan-chana, Jonten Gjaco (1589-1616). „Dzięki tej sztuczce dyplomatycznej” Mongołowie „stali się teraz częścią wspólnej buddyjskiej kultury, nierozerwalnie związanej ze szkołą (zakonem) gelugpa, ponieważ jej najwyższy religijny dostojnik ucieleśnił się pośród nich”.
Tymczasem w roku 1565 książąt z Rinpung obalił ich minister, Karma Ceten, i sprzymierzeni z Karmapą książęta Cang stali się najpotężniejszą siłą w Tybecie. Ponieważ jednocześnie phagmodrupa podzieliła się na dwie walczące ze sobą frakcje, jedynym zagrożeniem dla ich dominacji była rosnąca w siłę gelugpa. W roku 1611 książę z Cang pokonał siły phagmodrupy w Ü i w geście dobrej woli oddał zarząd Lhasy gelugpom oraz poprosił ich o udzielenie religijnej inicjacji. Spotkał się jednak z odmową i w odpowiedzi rozpoczął działania wojskowe, które w roku 1616 doprowadziły do opanowania przez niego większości Środkowego Tybetu. W tej sytuacji gelugpa poprosiła o pomoc Mongołów, którzy w roku 1621 pokonali siły Cang i oblegli je w Lhasie. Wysocy duchowni gelugpy nie chcieli jednak zniszczenia księcia Cang rękami Mongołów i doprowadzili do mediacji, w wyniku której Mongołowie wycofali się, a gelugpa odzyskała utracone wcześniej klasztory. Nie zakończyło to jednak konfliktu. W roku 1634 dominację wśród Mongołów uzyskał władca Choszutów, Guszri-chan (1642-1655), który był żarliwym wyznawcą nauk gelugpy. Kilka lat później został on wezwany przez jej dostojników przeciwko księciu z Cang i ostatecznie w roku 1642 wziął go do niewoli i zabił.

### Czasy dalajlamów

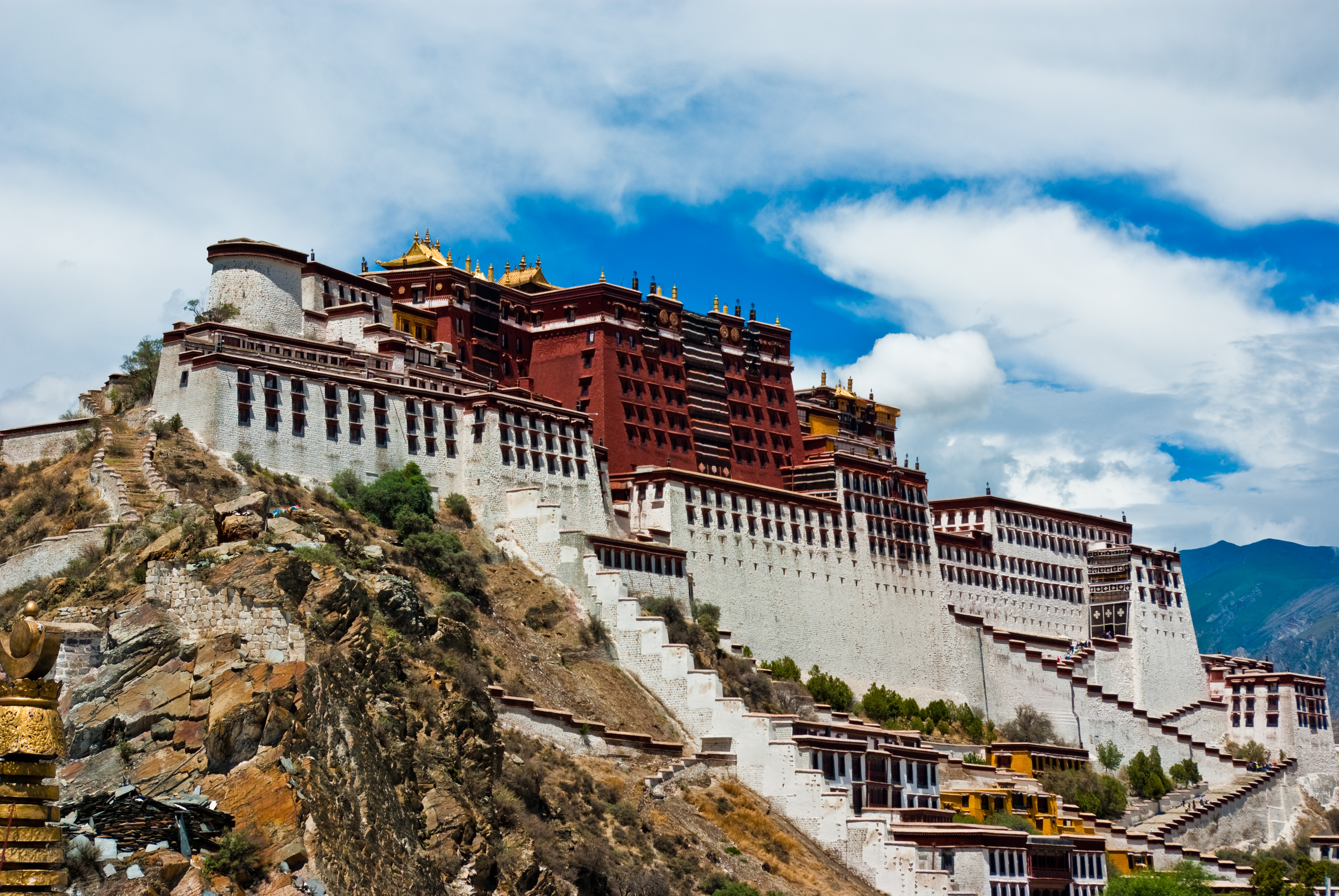
Pałac Potala w Lhasie, oficjalna siedziba Dalajlamy do 1959 r.

Po swoim zwycięstwie Guszri-chan przyjął tytuł „króla Tybetu”, jednak faktyczna władza nad krajem przeszła w ręce V Dalajlamy, Ngałanga Lobsanga Gjaco (1617-1682), który jako „duchowy nauczyciel” chana zajmował w stosunku do niego nadrzędną pozycję. Na początku swojego panowania w Tybecie V Dalajlama przekształcił wiele klasztorów karmapy i dżonangpy w klasztory gelugpy oraz pozamykał klasztory bonpów. Później jednak pozwolił niektórym klasztorom karmapy zorganizować się ponownie. W konsolidacji władzy V Dalajlamy pomagało podkreślanie przez niego, że dalajlama jest nie tylko reinkarnacją swojego poprzednika, ale także tulku bodhisattwy Awalokiteśwary. Ponieważ miał nim być także Songcen Gampo, dalajlamowie jawili się jako usankcjonowani spadkobiercy dynastii z Jarlungu. „Autorytet Dalajlamy, który przede wszystkim uwydatniał się przez nadawanie tytułu «chana» mongolskim książętom, był widocznie tak duży, że Lhasa stała się jednym z najważniejszych ośrodków politycznych Azji w XVII wieku.”. To ze względu na jego wpływy wśród Mongołów w roku 1652 V Dalajlama został zaproszony do Pekinu. Świadectwem rozkwitu Lhasy jako centrum tybetańsko-mongolskiego buddyzmu i ważnego ośrodka azjatyckiego handlu była budowa nowej siedziby Dalajlamów, Pałacu Potala.

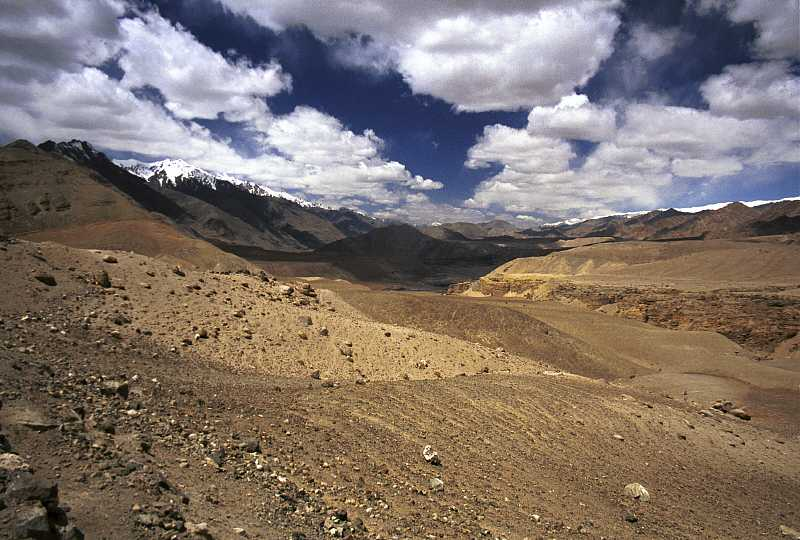
Krajobraz Ladakhu, indyjskiej części historycznego Tybetu

Po śmierci V Dalajlamy w roku 1682 władzę w Tybecie przejął regent Sangje Gjaco. Aż do roku 1696 udawało mu się ukrywać śmierć V Dalajlamy i sprawować władzę w jego imieniu. W tymże roku tajemnica wyszła jednak na jaw i Sangje Gjaco osadził na tronie Cangjang Gjaco (1683-1706), VI Dalajlamę. Tymczasem kolejny następca Guszri-chana, Lhazang-chan (1697-1717), zamierzał objąć stanowisko „króla Tybetu” nie tylko formalnie. Popierany przez cesarza Kangxi, który uważał zatajenie śmierci V Dalajlamy za akt wrogości w stosunku do siebie, Lhazang-chan w roku 1705 dokonał inwazji Tybetu i zabił Sangje Gjaco. W następnym roku chan ogłosił iż Cangjang Gjaco nie jest prawdziwą inkarnacją Awalokiteśwary i wywiózł go do Pekinu. W czasie podróży Cangjang Gjaco zmarł. Większość Tybetańczyków i Mongołów nie uznała nowego VI Dalajlamy przedstawionego przez Lhazang-chana i kilka lat później reinkarnacją Cangjanga Gjaco ogłoszono urodzonego w 1708 roku we Wschodnim Tybecie Kelsanga Gjaco (1708-1757). Lhazang-chan i jego VI Dalajlama byli natomiast uznawani przez Kangxi, w zamian za co musieli mu dostarczać coroczną daninę. W 1717 roku Tybet zaatakowali Dżungarowie, którzy zabili Lhazang-chana. Tybetańczycy przywitali ich jak wyzwolicieli, jednak ich nastawienie szybko się zmieniło pod wpływem Dżungarskich okrucieństw i grabieży. W rezultacie kiedy w roku 1720 do Tybetu wkroczyła przysłana przez Kangxi armia, a wraz z nią Kelsang Gjaco, została ona przywitana z prawdziwym entuzjazmem. Tybet stał się teraz protektoratem dynastii Qing.
Po wycofaniu się chińskich wojsk w Tybecie wybuchła wojna domowa, w której zwyciężył Polhane, arystokrata z prowincji Cang. W roku 1728 cesarz Yongzheng (1722-1735) ustanowił urząd cesarskich rezydentów w Lhasie, tzw. ambanów. Podczas rządów Polhane pełnili oni jednak jedynie rolę obserwatorów. Jednocześnie Amdo i Kham stały się formalnie częścią imperium Qingów, co zmniejszyło terytorium tradycyjnego Tybetu niemal o połowę. Trwające do roku 1747 rządy Polhane przyniosły Tybetowi wewnętrzny pokój, jednak antymandżurska polityka jego syna, Gjurme Namgjela, doprowadziła do jego zamordowania przez ambanów w roku 1751 i kolejnej chińskiej interwencji. W jej rezultacie zniesiono urząd „króla” Tybetu, a Dalajlama stał się świeckim i duchowym zwierzchnikiem tybetańskiego rządu. Po śmierci Kelsanga Gjaco w roku 1757 cesarz jednak ponownie wprowadził urząd regenta, którym odtąd miał być duchowny zastępujący dalajlamę w jego funkcjach administracyjnych w okresie małoletniości. Odtąd przez ponad sto trzydzieści lat faktyczną władzę w Tybecie sprawowali regenci, a instytucja dalajlamów odgrywała rolę jedynie formalną. VIII Dalajlama, Dżampel Gjaco (1758-1804), pozostawił sprawy administracyjne w rękach swojego regenta, a dalajlamowie od IX do XII umierali młodo śmiercią naturalną, bądź, jak często mówiono, w wyniku morderstwa.
W latach 1788–1792 Tybet stał się ofiarą inwazji Gurkhów z Nepalu, którzy zostali ostatecznie odparci jedynie dzięki pomocy chińskiej. Po tym wydarzeniu w roku 1793 cesarz Qianlong (1736-1795) nadał ambanom prawo do kontrolowania lokalnego rządu tybetańskiego. Dalajlama i panczenlama mieli się odtąd trzymać ich zarządzeń, a wszelkie sprawy Tybetu podlegały chińskiemu Urzędowi ds. Terytoriów Zależnych. W ten sposób Tybet stał się formalnie częścią cesarstwa dynastii Qing. Jednocześnie Chińczycy zaczęli prowadzić politykę izolacji Tybetu, w czym popierała ich część tybetańskiego rządu i kleru, tak że w XIX wieku Tybet stał się „ziemią zakazaną” dla cudzoziemców. Jednak po śmierci Qianlonga Chiny pogrążyły się w kryzysie i „wewnętrzne problemy, z którymi borykała się dynastia Qing w XIX wieku, a także rosnąca presja ze strony mocarstw kolonialnych, oznaczały dla Tybetu de facto polityczną niezależność”. Po wcześniejszym zajęciu Ladakhu w roku 1842 pochodzący z Dżammu Dogrowie zaatakowali Tybet Zachodni, zostali jednak odparci przez wojska tybetańskie i ostatecznie oba kraje ustaliły pomiędzy sobą granice i relacje handlowe. W 1854 roku Tybet ponownie najechali nepalscy Gurkhowie i po dwóch latach walk zmusili Tybetańczyków do płacenia wysokiego trybutu i uznaniu Nepalu za protektora Tybetu. Mimo prób ratowania wpływów dynastii Qing w Tybecie przez ambanów, kiedy w roku 1862 władzę regenta obalił minister Szetra, właśnie do Nepalu zwrócił się o potwierdzenie swojego urzędu. XIII Dalajlamie, Thubtenowi Gjaco (1875-1933), udało się uniknąć zamachu przygotowywanego przez regenta Demo Rinpocze i w roku 1895 podjąć funkcje rządowe. Tym samym tzw. „wiek regentów” dobiegł końca.

### Tybet w pierwszej połowie XX w.
Na przełomie XIX i XX wieku Tybet stał się jednym z obiektów tzw. „Wielkiej Gry”, to jest rywalizacji rosyjsko-brytyjskiej o wpływy w Azji. Obawiając się sojuszu Tybetu z Rosją rząd brytyjski wysłał do tego pierwszego 3-tysięczny oddział pod dowództwem Francisa Younghusbanda, który po pokonaniu źle uzbrojonych wojsk tybetańskich 3 sierpnia 1904 roku wkroczył do Lhasy. Dalajlama uciekł do mongolskiej Urgi (dzis. Ułan Bator), w odpowiedzi na co cesarz odwołał go z urzędu. Tymczasem rząd tybetański zawarł z Brytyjczykami umowę zezwalającą im m.in. na utrzymywanie stosunków handlowych i dyplomatycznych. Zlekceważenie w tej tzw. „Konwencji lhaskiej” formalnej zwierzchności Chin nad Tybetem spowodowało ich oburzenie. Po wycofaniu się Younghusbanda Tybetańczycy poprosili cesarza o przywrócenie Dalajlamy na urząd. Ten zgodził się, ale wcześniej nadał Dalajlamie poniżający tytuł „Naszego lojalnego i podporządkowanego wiceregenta”, niedwuznacznie wskazując mu jego podporządkowaną pozycję. W roku 1909 Dalajlama wrócił do Tybetu, jednak już dwa miesiące potem uciekł do Indii Brytyjskich przed armią chińskiego generała Zhao Erfenga, który po brutalnym podporządkowaniu Chinom Khamu wkroczył do Tybetu Środkowego.
Po tym jak w roku 1911 w wyniku Rewolucji Xinhai upadło cesarstwo chińskie Dalajlama wszczął zbrojną rebelię przeciwko Chińczykom, którzy zostali pokonani i latem 1912 roku wycofali się z Tybetu. Po powrocie do Lhasy, kiedy prezydent Republiki Chińskiej chciał go zatwierdzić we wszystkich jego tradycyjnych funkcjach, Dalajlama odmówił i ogłosił niepodległość Tybetu. W roku 1914 Chiny, Wielka Brytania i Tybet ustaliły tekst tzw. porozumienia z Simli, które „gwarantowało autonomię Tybetu Środkowego i Zachodniego, aczkolwiek pod chińskim zwierzchnictwem, podczas gdy środkowotybetański rząd w Khamie miał przyznaną autonomię tylko w sprawach religijnych”, ostatecznie zostało jednak ono podpisane tylko przez Tybet i Wielką Brytanię. W sumie Dalajlamie nie udało się osiągnąć porozumienia z Chinami i do końca jego rządów dochodziło do utarczek zbrojnych z nimi na obszarach wschodniotybetańskich. Po pobycie w Indiach Dalajlama przystąpił do modernizacji Tybetu, budując elektrownię, linię telegraficzną, organizując urząd pocztowy i wprowadzając papierowy pieniądz, tworząc szkołę na wzór angielski i modernizując armię. Reformy te spotkały się ze sprzeciwem konserwatywnego kleru buddyjskiego. Szkoła została wkrótce zamknięta, a Dalajlama został przekonany, że nowoczesna armia stanowi zagrożenie dla buddyzmu, a tym samym jego władzy, i jej modernizacja została zaniedbana.
Po śmierci Thubtena Gjaco do momentu uzyskania dojrzałości przez jego następcę Tybetem miał rządzić młody i niedoświadczony regent Reting Rinpocze wraz z bratankiem zmarłego dalajlamy i najwyższym urzędnikiem rządowym Langdünem. Reting Rinpocze w krótkim czasie wyrósł na bezwzględnego i żądnego władzy polityka i w kwietniu 1939 roku zmusił Langdüna do dymisji. W tym samym roku do Lhasy przybył sprowadzony z Amdo nowy dalajlama, Tenzin Gjaco (ur. 1935), a w roku następnym regent niespodziewanie podał się do dymisji, prawdopodobnie dlatego, że jako nieprzestrzegający ślubów czystości nie mógłby odebrać od nowego dalajlamy ślubów nowicjatu. W roku 1944 Reting Rinpocze powrócił jednak do Lhasy i próbował nakłonić regenta Taktrę Rinpoczę do ustąpienia, a kiedy ten odmówił próbował zorganizować spisek na jego życie. W rezultacie jednak w roku 1947 trafił do więzienia, gdzie zmarł, prawdopodobnie otruty.
W roku 1947 Tybet był głęboko podzielony pomiędzy stronnictwa Retinga i Taktry – kiedy aresztowano tego pierwszego wybuchły walki pomiędzy siłami popierających go klasztorów a armią, a niektórzy zwolennicy Retinga popierali nawet atak Chińczyków na jego korzyść. W tym samym roku Indie Brytyjskie uzyskały niepodległość i wbrew nadziejom Tybetańczyków nie kontynuowały one brytyjskiej polityki nieoficjalnego wspierania niezależności Tybetu. Jesienią 1949 roku komuniści wygrali chińską wojnę domową i w październiku 1950 roku zajęli wschodni Tybet. 23 maja 1951 roku, mimo braku stosownych pełnomocnictw, tybetańska delegacja w Pekinie podpisała siedemnastopunktowe porozumienie, na mocy którego miało dojść do reintegracji Tybetu z Chinami, przy przyznaniu mu autonomii, zachowaniu w nim dotychczasowego systemu politycznego, oraz zapewnieniu wolności religijnej i utrzymaniu klasztorów. Zdając sobie sprawę, że odrzucenie porozumienia oznacza natychmiastową inwazję chińską, „24 października 1951 roku rząd w Lhasie ostatecznie zaaprobował porozumienie i tym samym zakończył trwającą od 1911 roku faktyczną niepodległość Tybetu, który teraz wcielony został do Chińskiej Republiki Ludowej”.

### Tybet częścią Chińskiej Republiki Ludowej
Pierwsze lata okupacji chińskiej w Tybecie Środkowym przebiegały spokojnie. W roku 1955 został założony „Komitet Przygotowawczy Tybetańskiego Regionu Autonomicznego”, który później stał się właściwym organem władzy w Tybecie, mimo że rząd w Lhasie nadal funkcjonował. Przewodniczącym komitetu był Dalajlama, ale to Chińczycy wyznaczali jego politykę. W Tybecie Wschodnim przymusowa kolektywizacja ziemi i osiedlanie nomadów doprowadziły w zimie 1955/1956 roku do wybuchu ogólnokrajowej rebelii. Po jej klęsce Khampowie uformowali ruch oporu „Czuszi Gangdrug”, który uzyskał wsparcie USA, i zaczęła się do niego przyłączać rosnąca liczba Tybetańczyków, tak że zarówno Chiny, jak i rząd centralny w Lhasie coraz bardziej traciły kontrolę nad sytuacją w kraju. W tej napiętej sytuacji w marcu 1959 roku zaproszenie Dalajlamy na występ zespołu tanecznego w chińskim sztabie wojskowym, na które miał on przybyć sam, spowodowało pojawienie się pogłosek o jego planowanym przez Chińczyków porwaniu i wywołało ogólnonarodowe powstanie. Zostało ono krwawo stłumione, a Dalajlama uciekł do Indii, gdzie wkrótce dołączyło do niego wiele tysięcy uciekinierów.
Po upadku powstania Chiny przeprowadziły reformę rolną, która zmusiła klasztory „do oddania ziemi, co było równoznaczne ze zniszczeniem podstawy ich egzystencji materialnej. To była prawdopodobnie najbardziej drastyczna zmiana tybetańskiego społeczeństwa od czasu wprowadzenia buddyzmu w VII wieku”. Ci, którzy sprzeciwiali się Chińczykom, zostali zamordowani bądź zaginęli w obozach, gdzie znalazło się wiele tysięcy mnichów, którzy często uciekali także za granicę. Nowy podział ziemi doprowadził do wytworzenia się nowych klas społecznych, zaś wraz z napływem Chińczyków do Tybetu Wschodniego wywołał tam głód i spadek liczby ludności tybetańskiej. Kulminacją procesu transformacji Tybetu było ustanowienie w roku 1965 Tybetańskiego Regionu Autonomicznego. Kiedy w Chinach wybuchła Rewolucja kulturalna, w Tybecie w sierpniu 1966 Czerwona Gwardia ogłosiła jako jej cel zniesienie wszelkich świąt religijnych oraz zniszczenie zewnętrznych przejawów buddyzmu, takich jak stupy, flagi modlitewne, kadzidła oraz wszystkie zdjęcia Dalajlamy i Panczenlamy. W rezultacie „kolejne lata były świadkami wymazywania całej istniejącej kultury. Prawie wszystkie z niespełna 6 tysięcy klasztorów i świątyń zostały splądrowane i zniszczone. Szał destrukcji nie zatrzymał się nawet przed posągiem Jowo w Jokhangu. Najcenniejsze przedmioty ze złota wysłano do Pekinu, gdzie je przetopiono. Rewolucja Kulturalna oznaczała dla Tybetu próbę zniweczenia jego tożsamości kulturowej”.
Po ucieczce z Tybetu Dalajlama zorganizował w Indiach tybetański rząd na uchodźstwie z siedzibą w Dharamsali, próbując ustanowić wspólną tożsamość wszystkich Tybetańczyków, dotychczas bardzo zróżnicowanych pod względem kulturowym, religijnym, etnicznym i językowym. Na poziomie religijnym Dalajlama i rząd emigracyjny nawiązują do powstałego w XIX wieku ruchu Rime, który dążył do jedności wszystkich tradycji buddyzmu tybetańskiego. „Tworzenie na nowo historii Tybetu jest podstawą polityki Dalajlamy” i tybetański rząd na uchodźstwie przedstawia go jako kraj, który „postawił sobie za zadanie zachowanie buddyzmu w jego pierwotnej postaci, w jakiej został przekazany z Indii, a którego jedyny potencjał konfliktu zdawał się polegać na tym, że odpierał wewnętrzne ataki na swoją czystość; Tybet jako kraj klasztorów i świątyń, w którym większość ludności stanowili mnisi i mniszki, w którym również świeccy zajmowali się przede wszystkim praktykami religijnymi i w którym nawet władza sprawowana była przez pobożnych mężczyzn zupełnie nieznających powszechnego na świecie dążenia do władzy”. Ten zmitologizowany obraz Tybetu okazał się bardzo pociągający dla opinii światowej.
Po przejęciu władzy w Chinach przez Deng Xiaopinga w Tybecie rozpoczął się okres politycznej odwilży. Z obozów zwalniano więźniów, zezwolono na odprawianie praktyk religijnych na ograniczoną skalę, w klasztorach i świątyniach przeprowadzono remonty i powrócili do nich mnisi, zaś w szkołach znowu nauczano tybetańskiego. W roku 1987 Dalajlama zaproponował pięciopunktowy plan pokojowy, w którym rezygnował z niepodległości Tybetu proponując przeobrażenie go w samorządną strefę pokojową, przy czym Chiny miały odpowiadać za jego politykę zagraniczną. Propozycja ta została jednak odrzucona przez Chiny i wywołała silne kontrowersje wśród samych Tybetańczyków. Po śmierci Panczenlamy w 1989 roku w Lhasie doszło do antychińskich demonstracji i po trzydniowych walkach ulicznych Chińczycy ogłosili stan wyjątkowy, który został zawieszony dopiero pod koniec kwietnia 1990 roku. Po tych wydarzeniach Chiny w pewnym stopniu powróciły do polityki tłumienia religii, m.in. reglamentując liczbę mnichów w klasztorach i starając się poddawać nowicjuszy politycznej indoktrynacji. Jednocześnie ciągle wspiera się imigrację Chińczyków do Tybetu. Do kolejnych masowych protestów w Tybecie doszło w roku 2008.

## Środowisko geograficzne
Większą część Tybetu zajmuje Wyżyna Tybetańska – najbardziej rozległy płaskowyż świata, wzniesiony średnio powyżej 4000 m n.p.m. Naturalną jej granicę od południa tworzy łańcuch Himalajów, którego głównymi grzbietami biegnie w zasadzie faktyczna granica państwowa Chińskiej Republiki Ludowej. Wzniesione w niektórych miejscach powyżej 8000 m n.p.m. góry tworzą dużą barierę klimatyczną i komunikacyjną. W obrębie samej Wyżyny Tybetańskiej wyróżnia się zazwyczaj trzy części: zachodnią, południową i wschodnią.
Południowa część Wyżyny Tybetańskiej rozciąga się pomiędzy Himalajami a łańcuchem Transhimalajów. Panują tam najbardziej korzystne warunki dla gospodarki człowieka. Główną „osią” tej części Tybetu jest dolina Brahmaputry. W dolinie tej rzeki oraz w szerokich dolinach jej dopływów skupia się praktycznie cały obszar uprawny Tybetu (ok. 0,5% powierzchni regionu) i większa część jego ludności. Klimat jest stosunkowo chłodny, ze względu na duże wzniesienie nad poziom morza, jakkolwiek łagodniejszy niż w północnej i centralnej części wyżyny, gdzie dużą rolę odgrywa bariera Transhimalajów, przekraczających 6000–7000 m (najwyższy szczyt Nienczen Tangla) i osłaniających dolinę Brahmaputry od północy. W Lhasie, położonej na wysokości 3600 m n.p.m. średnia temperatura w styczniu wynosi 0 °C, w lipcu 17 °C, w dolinach temperatury są wyższe. Ilość opadów, około 1500 mm rocznie (w Lhasie 1630 mm), jest wystarczająca dla potrzeb rolnictwa. Dominuje tam uboga roślinność wysokogórska. Jedynie w dolinach rzek występują nieduże lasy i zarośla.
Zachodnie rejony południowego Tybetu odwadniane są przez górny bieg Indusu i jego dopływu Satledżu, biorącego początek z górskiego, polodowcowego jeziora Mapam Yumco.
Prawie cała wschodnia część Wyżyny Tybetańskiej znajduje się w granicach administracyjnych prowincji Qinghai – jej rejony południowe wchodzą w granice Tybetańskiego Regionu Autonomicznego. Cechuje je bardzo duże zróżnicowanie rzeźby terenu. Przebiegają tędy w głębokich na 2000 m i więcej wąwozach górne odcinki Jangcy, Saluinu i Mekongu, jak również przełomowy odcinek Brahmaputry, skręcającej na południe, przełamującej się największym i najgłębszym przełomem rzecznym świata przez Himalaje. Ciągnące się między tymi dolinami pasma sięgają 7000 m i więcej, występują w nich liczne lodowce. Ta część Tybetu ma cieplejszy i wilgotniejszy klimat niż reszta regionu, z dużymi opadami monsunowymi w okresie letnim. Konsekwencją tego jest znacznie bujniejsza roślinność, zróżnicowana piętrowo – od roślinności wysokogórskiej i łąk alpejskich poprzez lasy świerkowo-jodłowe i zarośla rododendronów aż do roślinności subtropikalnej w głębi dolin, z występowaniem dużych paproci i zarośli bambusa.
Zachodnia część Wyżyny Tybetańskiej stanowi ponad połowę powierzchni Tybetu. Jest to płaskowyż z szeregiem ciągów wzniesień, na których w wyższych rejonach występują liczne lodowce. Między nimi leżą bezodpływowe kotliny, w dnach których znajdują się słone jeziora. Klimat tej części Tybetu jest chłodny, suchy i skrajnie kontynentalny. Średnie temperatury letnie wynoszą na ogół poniżej 15 °C, zimowe wahają się od –10 do –15 °C. Czasami mrozy sięgają –40 °C. Występują przy tym duże amplitudy dobowe – w lecie na przykład od temperatur 35 °C i więcej w południe do poniżej zera w nocy. Roczne sumy opadów oscylują około 200 mm. W związku z tym ta część Tybetu ma charakter pustyni wysokogórskiej. Tylko wzdłuż niewielkich rzek, spływających z lodowców i wpadających do słonych jezior, występują miejscami zarośla drzewiaste.

## Tybet w popkulturze
Szczątkowa wiedza i brak informacji o rzeczywistej sytuacji w Tybecie na Zachodzie przyczyniły się w XX wieku do jego idealizacji, jako krainy duchowego azylu. Najwięcej przyczyniły się do tego: powieść oraz zrealizowany na jej podstawie hollywoodzki film „Zaginiony Horyzont”.
Po wojnie furorę zrobiła powieść „Siedem lat w Tybecie”, którą napisał Heinrich Harrer, austriacki himalaista internowany przez Brytyjczyków w Indiach. Harrer zbiegł do Tybetu, gdzie został nauczycielem obecnego Dalajlamy. Kiedy pół wieku później w Hollywood przystąpiono do ekranizacji powieści, okazało się, że był członkiem partii i bojowcem SS.
W 1997 roku Martin Scorsese nakręcił film „Kundun” pokazujący dzieciństwo i młodość Dalajlamy od chwili, gdy został uznany za ostatnie wcielenie Bodhisattwy Awalokiteśwara, przez okres edukacji, po dramatyczne wydarzenia związane z zajęciem Tybetu przez Chiny. W wieku 24 lat Dalajlama staje przed dylematem pozostania z Narodem i prawie pewną zagładę, lub na ucieczkę do Indii. Wybiera eksodus; cały ówczesny 'kulturalny świat' łącznie z ONZ pozostaje obojętny na los Tybetu.